# پیرگیاه درختی
پیرگیاه درختی (نام علمی: Senecio arborescens) نام یک گونه از سرده پیرگیاه است.